# Chthamalus robustus
Chthamalus robustus is een uitgestorven zeepokkensoort uit de familie van de Chthamalidae. De wetenschappelijke naam van de soort werd voor het eerst geldig gepubliceerd in 2008 door Carriol.